# Araziaix
Araziaix (també transcrit com a Araziash o Araziaš) fou un principat a la frontera oriental d'Assíria, al nord d'Ellipi (actual Kermansah). Per un fragment d'una inscripció se sap que els assiris van ocupar vers el 744 aC Erinziaix (Erinziash), una ciutat que era la capital del país d'Araziaix, i que el rei Ramatea, va fugir. Els assirs van agafar els ramats i el lapislàtzuli emmagatzemant. Ellipi es va constituir en província i Eriziaix va esdevenir la capital.